# رودخانه تاریک (فیلم)
رودخانه تاریک (به انگلیسی: Dark River) فیلم درام آمریکایی محصول سال ۲۰۱۷، به کارگردانی کلیو بارنارد و با بازی روس ویلسن، مارک استنلی، شان بین است که در ۷ سپتامبر ۲۰۱۷ اکران شد.

## داستان
داستان این فیلم دربارهٔ فردی به نام آلیس با بازی روس ویلسن است که پس از پانزده سال و در پی مرگ پدرش به روستای دوران کودکی‌اش بازمی‌گردد، با این ادعا که مزرعه خانوادگی حق میراث اوست.